# Marco Flavio Cirillo
Marco Flavio Cirillo (Milano, 1º febbraio 1960 – 29 giugno 2023) è stato un politico italiano, sottosegretario di Stato al Ministero dell'ambiente e della tutela del territorio e del mare nel governo Letta.

## Biografia
Laureato in sociologia con studi in Architettura, fu iscritto all'ordine dei giornalisti pubblicisti e fu consulente di comunicazione e marketing.

### Attività politica
Esponente di Forza Italia, dopo essere stato consigliere comunale di Basiglio si candidò a sindaco di nel 2003, vincendo le elezioni con il 51,98% dei voti della sua coalizione di appartenenza; riconfermato al suo secondo mandato nel 2008 con il 60,60% dei voti, seguì la confluenza di Forza Italia nel Popolo della Libertà. Durante il suo mandato come sindaco realizzò innumerevoli opere su tematiche ambientali ed innovazioni tecnologiche. Concluse il mandato con l'approvazione di un PGT a consumo di "suolo zero" così definito dalla Provincia di Milano ma che creò forti polemiche con le opposizioni.
Candidatosi alla Camera alle elezioni politiche del 2013, fu il nono in lista nella Circoscrizione Lombardia 1, risultando quindi non eletto. Il 2 maggio 2013 venne nominato Sottosegretario di Stato al Ministero dell'Ambiente e della Tutela del Territorio e del Mare sotto il Ministro Andrea Orlando nel Governo Letta - Berlusconi denominato delle "larghe intese".
Concluse regolarmente il mandato ed alle successive elezioni comunali di Basiglio del 26 maggio 2013 si candidò come consigliere nella lista di centrodestra formata da Fratelli d'Italia, PdL e Lega Nord, risultando il più votato.
Nel novembre 2013 a seguito della scissione del PdL confluì in Forza Italia, rimanendo come tecnico nel Governo Letta. Cessa dal suo incarico il 22 febbraio 2014, a seguito dell'entrata in carica del Governo Renzi. 

### Decesso
È morto il 29 giugno 2023.